# 36 Змееносца
36 Змееносца (лат. 36 Ophiuchi) — тройная звезда в созвездии Змееносца. Находится на расстоянии около 19,5 световых лет от Солнца.

## Характеристики
Система 36 Змееносца состоит из тесной пары звёзд А и В, разделённых на среднее расстояние 88 а. е.; они обращаются вокруг общего центра масс по сильно вытянутой орбите (e= 0,922) с апоастром 169 а. е. и периастром 7 а. е. Полный оборот они совершают за 570 лет. Звезда C обращается вокруг этой пары на расстоянии от 4370 до 5390 а. е. Все три звезды сравнительно молоды по астрономическим меркам: возраст компонент АВ составляет около 1,43 миллиарда лет, а компоненты С — 590±70 миллионов лет.

### 36 Змееносца A
Главная компонента относится к классу оранжевых карликов главной последовательности и имеет массу и диаметр 85% и 81% солнечных соответственно. Её светимость не превышает 28% солнечной. Температура поверхности звезды оценивается в 5125 градусов по Кельвину.

### 36 Змееносца B
Компонента В так же представляет собой оранжевый карлик с похожими параметрами: масса и диаметр равны 85% и 81% солнечных соответственно, а светимость не превышает 27% солнечной светимости. Обнаруженные колебания лучевой скорости указывают на возможное присутствие массивного субзвёздного объекта, обращающегося вокруг компоненты В. Вычисления показывают, что это должен быть объект массой около 8 масс Юпитера. Однако сближение компонент А и В до расстояния 6,8 а. е. указывают на невозможность существования каких-либо объектов массой больше 2 масс Юпитера на орбите данной компоненты: подобная сверхмассивная планета была бы попросту разорвана в клочья мощными гравитационными полями обеих звёзд. Скорее всего, колебания в лучевой скорости вызваны хромосферной активностью звезды.

### 36 Змееносца C
Третья компонента по своим характеристикам похожа на две другие звезды в системе. Это тусклый оранжевый карлик главной последовательности с массой 71% и диаметром 72% солнечных. Светимость звезды составляет всего лишь 8,7% солнечной. Джиада Арни из Центра космических полётов Годдарда (НАСА), изучавшая оранжевые карлики спектрального класса K, считает звёзды HD 156026 (36 Змееносца C), 61 Лебедя AB, Эпсилон Индейца и Грумбридж 1618 отличными целями для будущих поисков биосигнатур, так как биомаркер кислород-метан более выражен на орбите у оранжевых карликов, чем у жёлтых карликов, подобных Солнцу.

## Ближайшее окружение звезды
Следующие звёздные системы находятся на расстоянии в пределах 10 световых лет от 36 Змееносца:
| Звезда        | Спектральный класс       | Расстояние, св. лет |
| CD-32 1329    | M2 V                     | 3,0                 |
| Глизе 667 ABC | K3-4 V / K5 V / M2,5 V   | 4,5                 |
| Вольф 630 ABC | M2,5 Ve / M4,5 Ve / M7 V | 6,3                 |
| CD-44 11909   | M3,5-5 V                 | 6,4                 |
| Вольф 629 AB  | M3,5 V / ?               | 6,8                 |
| BD-12 4523 AB | M3,0 V / ?               | 7,5                 |
| Глизе 674     | M2,5-3 V                 | 7,6                 |
| G 154-44      | M4,5 V                   | 8,2                 |
| CD-40 9712    | M0-3 V                   | 8,6                 |

## В художественной литературе
- «Дюна» и другие романы о вселенной Дюны, созданной Фрэнком Гербертом, помещают планету Гьеди Прайм, метрополию Дома Харконнен, на орбиту одного из компонентов, 36 Змееносца B[15].
- В компьютерных играх Frontier: Elite 2 и Frontier: First Encounters система 36 Змееносца[16] специализируется на горнодобывающей промышленности; население системы сосредоточено вокруг первой луны 36 Змееносца C.